# Magyar Ateista Társaság
A Magyar Ateista Társaság (röviden MATT) Magyarországon tevékenykedő, az ateisták és nem hívők érdekeit védő nonprofit civil szervezet, amely céljának tekinti „az ateista közösség szervezését, ateista filozófia, szekuláris értékek megismertetését, a racionális, kritikus, tudományosan alátámasztott tényekre alapozó gondolkodás népszerűsítését, az egyetemes emberi értékek, a szekuláris etika, és az ezeket vallók érdekeinek védelmét“.

## Történet
A társaság nem hivatalosan 2014. július 11.-én alakult az ateizmus Facebook-csoport tagjainak egy részéből, mint ateista érdekvédelmi csoport. A Magyar Ateista Társaságot a Fővárosi Törvényszék hivatalosan 2019. január 15.-én jegyezte be, nem közhasznú egyesületként.

## Jelenlegi aktivitás
Kovács Judit, a társaság tagja az Orbán Gáspár-féle Felház mozgalomról nyilatkozott. 

A Magyar Ateista Társaság tagjai rendszeresen jelenítik meg az ateista világnézetet tüntetéseken, demonstrációkon. Az index.hu által a 2016-os Budapest Pride-on készített fotón látható "A szerelem valóság, isten csak mese" különösen népszerű lett az egyik és nagy vihart aratott a másik oldalon.
A társasághoz kötődő Unbeliever Coub-csatorna hívta fel először a magyar közélet figyelmét Kásler Miklós tudományellenes, keresztény fundamentalista nézeteire.

Először Magyar Ateista Társaság Youtube-csatornáján jelent meg egy részlet a Reformátusok Szárszói Konferenciájáról, ahol Kövér László arról beszélt, hogy a papok, lelkészek kötelessége, hogy a híveik ne szavazzanak az ellenzéki pártokra. Számos portál átvette a hírt.
A társaság feljelentette Kövér László házelnököt a „Nemzeti Vértanúk Emlékműve” avatóünnepségén több rendben az ateista közösség ellen gyűlölet szítására alkalmas kijelentései miatt.

A Magyar Ateista Társaság tagját, Békés Gáspárt, a főpolgármesteri hivatal környezetügyi szakértőjét, a gyermekkori keresztelés és a gyermekek vallásszabadságának kérdését taglaló blogbejegyzéséért , Semjén Zsolt ultimátumát  követően 2021. február 2-án Budapest Főváros Önkormányzat Főpolgármesteri Hivatala elbocsátotta. Békés Gáspár munkajogi pert kezdeményezett a szólás és világnézeti szabadságot semmibe vevő döntés ellen, mely perben a Társaság a Szabadságjogkért vállalta a képviseletét. A Magyar Ateista Társaság és Humanists International nemzetközi ateista és humanista szervezet is aggodalmát fejezte ki amiatt, hogy a Karácsony Gergely vezette fővárosi önkormányzat nem védte meg munkatársát a KDNP portáljának, a keresztény fundamentalista vasarnap.hu-nak a támadásával szemben, hanem elbocsátotta állásából.

## A társaság által képviselt területek és témák
| Főterület                             | Példák, jellemző alterületek                          |
| ------------------------------------- | ----------------------------------------------------- |
| Intelligens tervezettség              | Intelligens tervezettség és az evolúcióelmélet vitája |
| Tudományos módszer, tudományfilozófia | Áltudomány, érvelési hibák                            |

## Kritikák a társasággal szemben
A 2016. évi Budapest Pride-on tapasztalt "keresztényellenes" megnyilvánulások miatt, többek között Magyar Ateista Társaság által vitt "A szerelem valóság, isten csak mese" molinó kapcsán a szélsőjobboldali Jobbik akkori képviselőnője, Dúró Dóra kijelentette, hogy pártja feljelentést tervez vallásgyalázás miatt.

A Kálvinista apologetika oldalon Farkas Attila Márton misztikus gondolkodó fejtett ki kritikát a társasággal szemben.

### Fórumok
- A Magyar Ateista Társaság Facebook-csoportja. (Hozzáférés: 2020. május 2.)

## Kapcsolódó oldalak
- Áltudomány
- Babona
- Összeesküvés-elmélet
- Tudományos szkepticizmus
- Tudományos módszer
- Tudomány
- Tudományfilozófia
- Vallás
- Világnézet